# Glutaminezuur
Glutaminezuur (afgekort tot Glu of E) is een van de twintig natuurlijk voorkomende aminozuren die de bouwstenen vormen voor alle eiwitten. De stof komt voor als een witte vaste stof, die slecht oplosbaar is in water.
Het behoort niet tot de voor de mens essentiële aminozuren. Het is een toegestaan additief en bezit E-nummer E620. Zouten en esters van glutaminezuur worden glutamaat genoemd. Glutamaat is een van de belangrijkste neurotransmitters in het zenuwstelsel en is vooral in overmaat aanwezig in de hersenschors. Glutamaat werkt stimulerend (exciterend) op andere zenuwcellen, men spreekt in de neurowetenschap over excitatoir. Vermoed wordt dat een onbalans in de verhouding glutamaat tot GABA, epileptische aanvallen veroorzaakt. Glutaminezuur is de precursor van zowel glutamine als GABA.
Glutaminezuur wordt gecodeerd door de codons GAA en GAG.

## Biosynthese
Glutaminezuur kan via verschillende biochemische reacties gevormd worden:
- Reactie van glutamine en water, gekatalyseerd door het enzym glutaminase
- Reactie van N-acetylglutaminezuur met water
- Reactie van alfa-ketoglutaarzuur met NADPH en ammonium, gekatalyseerd door het enzym glutamaat-dehydrogenase (GLUD1 en GLUD2)
- Reactie van alfa-ketoglutaarzuur met een alfa-aminozuur, gekatalyseerd door het transaminase
- Reactie van 1-pyrroline-5-carbonzuur met NAD+ en water, gekatalyseerd door aldehyde-dehydrogenase ALDH4A1
- Reactie van N-formiminoglutaminezuur met foliumzuur, gekatalyseerd door het enzym formiminotransferase-cyclodeaminase

## Structuur
Het residu van glutaminezuur is een carboxygroep. Door de aanwezigheid van deze carboxygroep bestaat de mogelijkheid tot deprotonering, waarbij de carboxylaatgroep ontstaat. Bijgevolg wordt glutaminezuur geclassificeerd als een geladen aminozuur. Desondanks is het slecht oplosbaar in water.
De structuur is vergelijkbaar met asparaginezuur, maar bij glutaminezuur bevat de zijketen een extra koolstofatoom.

## Eigenschappen
De zuurconstanten van glutamine zijn:
- pKa1 (carboxylgroep) = 2,19
- pKaR (carboxylgroep in het residu) = 4,25
- pKa2 (aminegroep) = 9,67

Het iso-elektrisch punt ligt bij pH 3,22.

## Biologische en biochemische functies

### Metabolisme
Glutamaat is een belangrijk molecuul in het cellulaire metabolisme. Bij mensen worden eiwitten die via de voeding het lichaam binnentreden afgebroken tot aminozuren. Een sleutelproces in de degradatie van aminozuren is transaminering waarbij de aminegroep van het aminozuur wordt overgezet naar een α-ketonzuur, een proces dat doorgaans gekatalyseerd wordt door het enzym transaminase.

### Neurotransmitter
Glutamaat heeft een excitatoire (stimulerende) werking op de post-synaptische zenuwcellen (neuronen). Het speelt een rol in de synaptische plasticiteit waardoor het belangrijk is voor hersenfuncties als stemming, leren en geheugen.
Er zijn drie soorten receptoren voor glutamaat, waaronder de NMDA-receptor (N-methyl-D-aspartaat), welke voornamelijk aanwezig is in de hippocampus.

## Voorkomen
Glutaminezuur komt voor in onder andere rundvlees, gevogelte, zalm, eieren, melk, walnoten, mais, tarwe, rijst, tomaten en erwten.

## Derivaten
Het natriumzout mononatriumglutamaat wordt gebruikt als een smaakversterker.